# Wielka Kapałkowa Turnia
Wielka Kapałkowa Turnia (słow. Veľká Ľadová veža, niem. Großer Eistaler Turm, węg. Nagy Jégvölgyi torony) – turnia o wysokości 2387 m znajdująca się w Kapałkowej Grani w słowackiej części Tatr Wysokich. Jest ona najwyższą turnią tej grani. Od Kapałkowego Kopiniaka oddziela ją przełęcz Sucha Ławka, natomiast od Pośredniej Kapałkowej Turni oddzielona jest siodłem Pośredniej Kapałkowej Ławki.
Zdarza się, że w niektórych opracowaniach figuruje przy Wielkiej Kapałkowej Turni wysokość 2376 m. Nie jest ona prawdziwa, ponieważ odnosi się do dwuwierzchołkowej turniczki o kształcie maczugi poniżej jej wierzchołka, pierwszej w kierunku Pośredniej Kapałkowej Ławki.
Wielka Kapałkowa Turnia jest zwornikiem dla krótkiej grani, której kulminacją jest Kapałkowa Strażnica. Grań ta odchodzi od jej wierzchołka na północny zachód, w kierunku Doliny Śnieżnej. Podchodzi pod nią od północnego zachodu żleb Kapałkowe Korycisko.
Na wierzchołek nie prowadzą żadne znakowane szlaki turystyczne. Najdogodniejsza droga dla taterników prowadzi na Wielką Kapałkową Turnię wschodnią granią z Suchej Ławki. Trudniejsze drogi wiodą z Doliny Suchej Jaworowej, zachodnią granią, Kapałkowym Koryciskiem i przez ściany Kapałkowej Strażnicy. W dolnej części północno-zachodniej ściany tej ostatniej położony jest płytowy taras, nazywany Wielkim Stołem, z którego w lewo do Srebrnej Strągi prowadzi długi zachód – Długa Drabina.
Pierwsze wejścia:
- Ferdynand Goetel, Walery Goetel i Mieczysław Świerz, 23 lipca 1909 r. – letnie,
- Jerzy Pierzchała i Stanisław Siedlecki, 30 marca 1936 r. – zimowe[2].